# ایبریک‌لی (بورچکا)
ایبریک‌لی (به ترکی استانبولی: İbrikli) یک منطقهٔ مسکونی در ترکیه است که در بورچکا واقع شده‌است. ایبریک‌لی ۴۹۹ نفر جمعیت دارد.